# لیبی ایتالیا
تاریخ معاصر لیبی بیشتر از جهت جنگ مردم لیبی با اشغالگران ایتالیایی اهمیّت دارد.
در سال‌های ۱۹۱۱ و ۱۹۱۲ امپراتوری ایتالیا سیرنایکا و طرابلس را از چنگ امپراتوری عثمانی به درآورد و در سال ۱۹۳۴ از این دو بخش مستعمره لیبی ساخته شد. در جریان جنگ جهانی دوم، لیبی یکی از میدان‌های اصلی نبرد متفقین از یک سو و ایتالیا و آلمان از سوی دیگر بود.
در سال ۱۹۴۷ ایتالیا از فرمانروایی بر لیبی دست کشید و چهار سال بعد با برپایی حکومت پادشاهی محمد ادریس سنوسی استقلال آن اعلام شد.